# Echinolittorina vermeiji
Echinolittorina vermeiji is een slakkensoort uit de familie van de Littorinidae. De wetenschappelijke naam van de soort is voor het eerst geldig gepubliceerd in 1982 door Bandel & Kadolsky.